# Презвитер Йоан
Легендата за презвитер Йоан, популярна в Европа от 12 до 17 век, разказва за митичен християнски патриарх и цар, за когото се смята, че управлява християнска държава, изгубена сред мюсюлманите и езичниците на Ориента. Смятан за наследник на един от тримата влъхви, за презвитер Йоан се разказва, че е щедър владетел и добродетелен човек, а царството му е пълно с богатства и странни създания и там е средището на църквата на Свети Тома. Първоначално държавата му се свързва с Индия, а по-късно – с Централна Азия и Етиопия.

## Произход на легендата
Коренът на мита може би е в съчиненията на Евсевий Кесарийски, който цитира Ириней за раннохристиянския деятел Йоан Презвитер от Сирия, възможен автор на две от Посланията на Йоан. Мъченикът епископ Папиас е учител на Ириней, а самият той е въведен в апостолическата традиция от Йоан Презвитер. Въпреки това няма особена връзка между тази личност и презвитер Йоан от легендата, освен името.
Легендата за презвитер Йоан се разпространява бързо в началото на 12 век с две отделни съобщения за посещения на архиепископ от Индия в Константинопол и на патриарх от Индия в Рим по времето на папа Каликст II (1119 – 1124). Тези посещения, може би от индийски последователи на Свети Тома, не могат да бъдат потвърдени, като сведенията и за двете са от втора ръка.
През 1145 Ото от Фрайзинг пише в своя Chronicon , че през 1144 се е срещнал във Витербо, в присъствието на папа Евгений II, с някой си Хуго, епископ на Джабала, изпратен от Раймонд Антиохийски да търси помощ срещу сарацините. Хуго му разказал, че презвитер Йоан, несториански християнин, който бил едновременно свещеник и крал, бил победил Самиардите, братя владетели на Мидия и Персия, в голяма битка „преди не много години“, и си върнал Екбатана. След тази битка презвитер Йоан тръгнал към Йерусалим, за да освободи Светите земи, но придошлите води на Тигър го принудили да се върне в родината си. Приказното му богатство било демонстрирано с изумруден скиптър, а светостта му – от неговия произход от влъхвите. По време на Втория кръстоносен поход има надежда, че презвитер Йоан ще дойде на помощ на Светите земи и ще помогне за връщането на Едеса. Възможно е Ото да е записал историята, за да предотврати удовлетворението сред европейските поддръжници на кръстоносците – според неговия разказ не може да се очаква помощ от могъщия източен владетел.
Разказът на Ото изглежда е объркана версия на истински събития. През 1141 Каракатайското ханство, начело с Йелу Даши, побеждава селджуците край Самарканд. По това време селджуките управляват Персия и са най-голямата сила в ислямския свят. Поражението при Самарканд значително подкопава силата им и окуражава кръстоносците. Въпреки това каракатайците не са християни и няма основания да се смята, че Йелу Даши някога е наричан презвитер Йоан.

## Писмото на презвитер Йоан
Следващите сведения за легендата са от около 1165, когато копия от „Писмото на презвитер Йоан“ започват да се разпространяват и цяла Европа. Съдържанието на „Писмото“ предполага, че авторът му познава „Роман на Александър“ и „Деяния на Свети Тома“. В текста му се твърди, че то е изпратено до византийския император Мануил I Комнин (1143 – 1180) от презвитер Йоан, потомък на един от влъхвите и цар на Индия. Съдържащите се в него описания на богатства и магия завладяват въображението на европейците и то е преведено на множество езици, включително и на еврейски. Писмото циркулира с векове във все по-разкрасени ръкописи, стотици от които са запазени до днес. Изобретяването на печатането популяризира „Писмото“ и в печатна форма. По времето на Великите географски открития то все още е актуално за масовата култура.
Доверието в писмото е такова, че на 27 септември 1177 папа Александър III изпраща писмо до презвитер Йоан по своя лекар Филип. За пратеника няма повече сведения, но той най-вероятно не се завръща с отговор от презвитер Йоан. Писмото продължава да циркулира, все по-разкрасено с всеко следващо копие.
В наши дни текстологичният анализ на варианта на писмото на еврейски подсказва, че то произлиза от евреите в Северна Италия или Лангедок, тъй като в него са останали няколко италиански думи  Архив на оригинала от 2015-12-22 в Wayback Machine.. При всички случаи авторът на „Писмото“ най-вероятно е от Западна Европа, макар че неговата цел остава неясна.

## Презвитер Йоан и Монголската империя
През 1221 Жак дьо Витри, епископ на Акра, се завръща от катастрофалния Пети кръстоносен поход с добри новини – индийският цар Давид, син или внук на презвитер Йоан, мобилизирал армиите си срещу сарацините. Той вече завладял Персия, дотогава под контрола на Хорезмия, и дори се придвижвал към Багдад. Този потомък на великия цар, победил селджуките през 1144, планирал да завладее и построи наново Йерусалим.
„Цар Давид“, както се оказва, не е добронамерен несториански монарх, нито дори християнин, а Чингис хан. Неговото управление насочва историята за презвитер Йоан в нова посока.
Възходът на Монголската империя дава на западните християни възможност да посетят страни, които не са виждали дотогава. Вярата, че на изток съществува изгубено несторианско царство или поне че спасението на държавите на кръстоносците зависи от съюза с източен владетел, става причина за многобройни християнски посланици и мисионери, изпратени при монголите. Сред тях е фрацисканецът Джовани да Пиан дел Каприни през 1245 и Уилям от Рубрук през 1253.
По това време връзката между презвитер Йоан и Чингис хан става по-усложнена, като той е идентифициран с приемния баща на Чингис, кераитския владетел Ван хан Тогрул. В разказите на сравнително достоверни летописци и изследователи, като Марко Поло, Жан дьо Жоанвил и Одорик от Порденоне, презвитер Йоан губи много от митичния си блясък и се превръща в по-реалистично обрисуван земен монарх.
Жоанвил описва в своята хроника един „мъдрец“, който обединил всички татарски племена и ги повел към победа срещу техния най-силен враг, презвитер Йоан. Уилям от Рубрук казва, че някой си Вут, господар на кераитите и брат на несторианския крал Йоан, е победен от монголите, водени от Чингис, който оженил дъщерята на Вут за своя син и от тяхната връзка се родил Монгке, ханът от времето на Уилям. Според Марко Поло войната между презвитера и Чингис хан започва, когато ханът, новият владетел на бунтовните татари, поискал ръката на дъщерята на презвитер Йоан. Разгневен от това, презвитер Йоан му отказал, а в последвалата война Чингис побеждава и презвитер Йоан е убит.
Историческата фигура зад тези разкази, Тогрул, действително е християнски монарх, победен от Чингис. Той отглежда бъдещия хан след смъртта на баща му и е един от първите му съюзници, но между двамата възникват противоречия. След като Тогрул отказва да ожени свои син и дъщеря за деца на Чингис, разривът между тях нараства, докато през 1203 се стига до открита война.
Основна характеристика на разказите за презвитер Йоан от този период е, че той е изобразяван не като непобедим герой, а само като един от съперниците, победени от монголите. След разпадането на Монголската империя европейците започват да се отказват от идеята, че презвитер Йоан изобщо е бил централноазиатски владетел. Така или иначе, те губят надежда да го открият там, тъй като пътуването в региона става опасно без сигурността, създавана от империята. В работи като „Пътувания на сър Джон Мандевил“ и „Historia Trium Regum“ на Йохан от Хилдесхайм царството на презвитер Йоан възвръща фантастичния си характер и се измества от степите на Цантрална Азия към Индия или някое друго екзотично място. Волфрам фон Ешенбах свързва историята на презвитер Йоан с легендата за Свещения Граал в своята поема „Парцифал“, където презвитерът е син на Девата на Граала и сарацина Файрефиц.

## Презвитер Йоан и Етиопия
Въпреки че от появата на легендата презвитер Йоан е смятан за владетел на Индия, за европейците това е обширно понятие. Различни автори често говорят за „Трите Индии“ и, тъй като нямат особени познания за Индийския океан, понякога те смятат Етиопия за една от тях. Европейците знаят, че Етиопия е силна християнска държава, но контактите с нея след възхода на исляма са откъслечни. В търсене на презвитер Йоан, те решават, че Етиопия е подходящото могъщо царство.
Марко Поло говори за Етиопия като за християнска страна. Сред православните съществува легенда, че един ден Етиопия ще се надигне и ще нападне арабите, но тя не е свързана с презвитер Йоан. През 1306 тридесет етиопски пратеници пристигат в Европа и презвитер Йоан е споменат като патриарх на църквата им в описанията на тяхното посещение.
Първото ясно описание на африкански презвитер Йоан е в Mirabilia Descripta на Йордан Каталонски от около 1329. Обсъждайки „Третата Индия“, той разказва няколко фантастични истории за страната и нейния цар, наричан от европейците презвитер Йоан. От този момент нататък африканското разположение става все по-популярно и през 15 век „презвитер Йоан“ е името, с което европейците наричат етиопския император. Етиопците реагират със смесица от объркване, раздразнение и забавление, когато европейците настояват да наричат монарха им с това име, но не намират начин да ги разубедят. По времето, когато император Лебна Денгел и португалците установяват дипломатически контакт през 1520, презвитер Йоан е синоним на негус.

## Краят на легендата
Когато през 17 век учени, като Хиоб Лудолф, доказват, че няма реална връзка между презвитер Йоан и етиопските монарси, приказният цар окончателно напуска картите. Но легендата се е отразила пряко или непряко на няколкостотин години от европейската и световна история, окуражавайки европейски изследователи, мисионери, учени и търсачи на съкровища.
Макар че перспективата презвитер Йоан да бъде открит отдавна е изчезнала, митът продължава да вдъхновява и през 20 век. През 1910 британският писател и политик Джон Бюкан използва легендата в своята шеста книга „Презвитер Йоан“, за да допълни сюжета си за зулуско въстание в Южна Африка. Макар и изпълнена с расовите предубеждения на епохата, книгата става популярна и е отличен пример за приключенския роман от началото на века. Може би под влияние на книгата на Бюкан, презвитер Йоан се появява в жълтите романи и комиксите през цялото столетие.
Презвитер Йоан и неговото царство са основна тема в романа „Баудолино“ на Умберто Еко (2000). В него главният герой със своите приятели пише „Писмото на презвитер Йоан“, за да го изпрати на своя втори баща Фридрих Барбароса и да увеличи славата му в очите на Европа. С времето Баудолино и приятелите му решават да посетят измисленото от тях царство.